# お見合いしたくなかったので、無理難題な条件をつけたら同級生が来た件について
『お見合いしたくなかったので、無理難題な条件をつけたら同級生が来た件について』（おみあいしたくなかったのでむりなんだいなじょうけんをつけたらどうきゅうせいがきたけんについて）は、桜木桜による日本のライトノベル。イラストはclearが担当している。「小説家になろう」にて連載されているWeb小説を元に、角川スニーカー文庫（KADOKAWA）より2020年12月から2024年3月まで刊行された。
メディアミックスとして、御幸つぐはるによるコミカライズが『ヤングエースUP』（同）にて2021年8月17日から2025年4月15日まで連載された。
2021年8月にKADOKAWAのレコメンドサイト「キミラノ」が発表した「2021年上半期キミラノおすすめ最強ライトノベル5選!!」に本作が選ばれている。

## あらすじ
ひ孫の顔が見たいと祖父が見合い話を持ってきたので主人公は「金髪碧眼色白美少女なら考える」と、無理難題をつきつけたところ、同級生の雪城愛理沙と見合いすることになり、嘘の『婚約』を交わすことになる。

## 登場人物
高瀬川由弦（たかせがわ ゆづる）
本作の主人公。高校一年生だが、一人暮らしをしていて祖父から縁談を持ち掛けられる。
雪城愛理沙（ゆきしろ ありさ）
本作のヒロイン。縁談を断り切れずに由弦と嘘の婚約をする。

## 既刊一覧

### 小説
- 桜木桜（著）・ clear（イラスト）『お見合いしたくなかったので、無理難題な条件をつけたら同級生が来た件について』 KADOKAWA〈角川スニーカー文庫〉、全8巻
  1. 2020年12月1日発売[1]、ISBN 978-4-04-736387-8
  2. 2021年9月1日発売[8]、ISBN 978-4-04-111291-5
  3. 2021年12月24日発売[9]、ISBN 978-4-04-111299-1
  4. 2022年4月28日発売[10]、ISBN 978-4-04-112498-7
  5. 2022年9月1日発売[11]、ISBN 978-4-04-112880-0
  6. 2022年12月28日発売[12]、ISBN 978-4-04-112881-7
  7. 2023年6月1日発売[13]、ISBN 978-4-04-113737-6
  8. 2024年3月1日発売[2]、ISBN 978-4-04-114701-6

### 漫画
- 桜木桜（原作）・御幸つぐはる（漫画）・clear（キャラクター原案）『お見合いしたくなかったので、無理難題な条件をつけたら同級生が来た件について』KADOKAWA〈角川コミックス・エース〉、全3巻
  1. 2022年7月8日発売[14][15]、ISBN 978-4-04-112554-0
  2. 2024年1月10日発売[16]、ISBN 978-4-04-113425-2
  3. 2025年8月7日発売[17]、ISBN 978-4-04-116421-1